# 格德比內
格德比內（法語：Guédébiné），是馬里的城鎮，位於該國西部，由卡伊區的迪耶馬省負責管轄，面積225平方公里，海拔高度275米，2009年人口5,106，人口密度每平方公里23人。